# Campanula comosiformis
Campanula comosiformis är en klockväxtart som först beskrevs av August von Hayek och Erwin Emil Alfred Janchen, och fick sitt nu gällande namn av Frajman och Schneew. Campanula comosiformis ingår i släktet blåklockor, och familjen klockväxter. Inga underarter finns listade i Catalogue of Life.